# 船山弓枝
船山 弓枝（ふなやま ゆみえ（旧姓：林）1978年4月5日 - ）は、北海道北見市（旧常呂郡常呂町）出身の女子カーリング選手。札幌大谷短期大学保育科卒業。身長153cm、体重45kg。血液型AB型。趣味は水泳、テニス、ドライブ、旅行。右利き。尊敬する人は母。2002年ソルトレイクシティオリンピック、2006年トリノオリンピック、2014年ソチオリンピックカーリング競技女子日本代表。日本カーリング協会 (JCA) 元強化指定選手。

## 来歴

### シムソンズ
- 中学時代に同級生の加藤章子（現姓：関和）、小野寺歩（現姓：小笠原）らとともにカーリングチーム「シムソンズ」を結成。
- 高校時代から堀（小仲）美香が「シムソンズ」に加入。

1996年
- 3月、第9回世界ジュニアカーリング選手権出場。最終順位は5位。

1997年
- 3月、第10回世界ジュニアカーリング選手権出場。最終順位は5位。

1998年
- 3月、第11回世界ジュニアカーリング選手権出場。最終順位は2位。日本カーリング史上初となる世界大会のメダル（銀）を獲得した。

1999年
- 3月、第12回世界ジュニアカーリング選手権出場。最終順位は2位。

2001年
- 3月15日（ - 16日）、2002年ソルトレイクシティ冬季オリンピックカーリング女子日本代表チーム選考会[1]にて勝利。同五輪日本代表権を獲得した。
- 3月31日 - 4月8日、第23回世界カーリング選手権出場。最終順位は7位。

2002年
- 2月9日 - 22日、ソルトレイクシティ冬季オリンピック[2]出場。最終順位は8位。
- 2月27日 - 3月4日、第19回日本カーリング選手権出場。最終順位は3位。
- 3月、「シムソンズ」のチームメイトである小野寺とともに、次期冬季五輪に向けてカーリング選手の強化を図っていた青森県へ移住。両名共に青森市文化スポーツ振興公社臨時職員として、競技の続行と2006年トリノ冬季オリンピックへの出場を目指した。
- 11月、第5回冬季アジア大会出場チーム選出トライアルに出場し敗退。同トライアル出場を最後に「シムソンズ」は解散した。

### RingoStars
2003年
- 2月25日 - 3月2日、第20回日本カーリング選手権出場。最終順位は3位。なお「RingoStars」（小野寺、林、澤田真人香、澤田優嗣子）[3]は、目黒、寺田の両名が来期より合流することが既に決定していたため、1シーズン限定で結成されたチームである[4]。

### フォルティウス〜チーム目黒〜青森県協会〜チーム青森
（※チーム名の変更は日本カーリング協会の規約改定に準じて行われた。）
2003年
- 4月、小野寺、林の他に北海道南富良野のジュニアチーム「空知こざくら」のメンバーであった目黒萌絵、寺田桜子を加えた4名で「フォルティウス（後の「チーム青森」）」を結成[5]。

2004年
- 2月、第21回日本カーリング選手権優勝。（フォルティウス）
- 3月、日本代表候補強化合宿兼選考会にて優勝。（チーム目黒）
- 11月、第14回パシフィックカーリング選手権優勝。 翌年の第27回世界カーリング選手権大会の出場権を獲得。この時点で日本カーリング協会は「チーム目黒」を2006年トリノ冬季オリンピックカーリング競技女子日本代表の最有力候補と目しており、翌年開催の第22回日本カーリング選手権に優勝し、かつ前述の世界選手権において日本の同五輪カーリング競技（女子）出場権獲得が達成された場合、同チームをトリノ五輪代表に決定する方針を表明していた[6]。

2005年
- 2月、軽井沢国際カーリング選手権優勝。
- 2月23日 - 27日、第22回日本カーリング選手権出場。最終順位は2位。（青森県協会）
- 第22回日本カーリング選手権における試合結果（予選、決勝リーグともに「チーム土屋（後の「チーム長野」）」に敗戦）を鑑みた日本カーリング協会の協議により、「青森県協会（=チーム青森）」と「チーム土屋」による代表選考試合の開催が決定[7]。トリノオリンピック・カーリング女子日本代表の内定が取り消される。
- 3月、第27回世界カーリング選手権大会出場。最終順位は9位。この結果、日本女子カーリングチームの2006年トリノ冬季オリンピック出場権を獲得（過去3年間の同選手権における国別ポイントの累積による）。なお、当時スキップであった目黒が前月の軽井沢国際カーリング選手権直後、負傷によりチームを一時離脱。そのため同選手権では林がスキップとして出場している[8]。ただし小野寺は自伝にて「林はフォースとして出場し、スキップは自分が務めた」と記している[4]。また、同自伝には小野寺と林が大会の途中からポジションの交代を行ったとの記述もあり[4]、これに従えば林は全試合のスキップ（あるいはフォース）を務めてはいないことになる。
- 4月、本橋麻里が「青森県協会（=チーム青森）」に正式加入。
- 同年11月23日、日本カーリング協会主催によるオリンピック冬季競技大会日本代表（女子）選考会に出場。第1戦で「チーム長野」に勝利しトリノ五輪日本代表権を獲得。なお同選考会では、国際試合の実績で勝る「チーム青森」は1勝、「チーム長野」は2勝をあげることが代表権獲得の条件としてそれぞれ課せられていた。

2006年
- 2月、トリノ冬季オリンピックカーリング競技（女子）出場。最終順位は7位。
- 3月、第23回日本カーリング選手権優勝。（チーム青森）
- 3月21日、青森市内で開かれたトリノオリンピック市民報告会にて「北海道に戻り休養する」旨を発表[9]。
- 3月31日、青森市文化スポーツ振興公社を退職[10]。
- 5月17日、競技生活の第一線から一旦離れ、カーリングの普及活動に尽力していく意向を発表[11]。

### チーム青森離脱後
2006年
- 11月21日から26日にかけて西東京市ダイドードリンコアイスアリーナで行われた第16回パシフィックカーリング選手権大会において、小野寺歩とともにゲスト解説員として場内音声中継を行った[12]。

2007年
- 3月、青森市で開催された第29回世界女子カーリング選手権の開会式において、小野寺とともにファーストロック（始球式に相当）のスイーパーを務めた[13]。

2009年
- HTB（北海道テレビ放送）のスキップ (情報番組)1月17日放送、妹背牛のミックス・カーリングのコーナーで林姓から現在は船山姓であると紹介された。

### 現役復帰
- 2010年11月8日、北海道銀行の支援の下、2011年より小笠原歩とともに現役復帰することを発表。
- 11月8日、北海道銀行（札幌市）が小笠原と船山のカーリング競技のサポートを行うことを発表[14]。同日、北海道銀行本店にて、チームを組む小笠原、吉田知那美（元・ROBINS）と堰八義博北海道銀行頭取とともに記者会見を行なった。北海道銀行チームとして競技への復帰は2011-2012年シーズンからの予定[15]。

2011年
- 1月29日から30日、札幌カーリング協会主催の「2010年度協会長杯カーリング大会」に、小笠原、吉田と長野五輪男子代表の佐藤浩の4名による「チーム佐藤」として出場し、3位入賞[16][17]。
- 4月25日、北海道銀行本店にて、新チーム「北海道銀行フォルティウス」とチームユニフォーム、ロゴの発表記者会見を行った。また、チームの4人目のメンバーとして、吉田と同じくROBINSの元メンバーで、中京大学2年の小野寺佳歩の加入が、また、コーチに佐藤浩が就任することが発表された[18]。

2013年
- 船山が所属する北海道銀行は、9月に行われた全農・カーリングソチオリンピック世界最終予選日本代表決定戦にのぞみ、決勝で中部電力を破って日本代表となった[19]。
- 12月に行われたカーリングソチオリンピック世界最終予選にのぞみ、順調に勝ち進むも中国に大敗し、プレーオフラウンドにて再度中国と戦うも僅差で敗れノルウェーとぶつかって勝ちソチオリンピック進出の最後の切符をもぎ取った。[20]。

## 主な成績
シムソンズ
1994年
- 第2回日本ジュニアカーリング選手権（北海道・常呂町）：優勝

1995年
- 第14回北海道カーリング選手権（北海道・札幌市）：3位
- 第3回日本ジュニアカーリング選手権（北海道・常呂町）：準優勝
- 第12回日本カーリング選手権（長野県・軽井沢町）：3位

1996年
- 第15回北海道カーリング選手権（北海道・常呂町）：優勝
- 第4回日本ジュニアカーリング選手権（北海道・常呂町）：優勝
- 第13回日本カーリング選手権（長野県・軽井沢町）：3位
- 第9回世界女子ジュニアカーリング選手権（カナダ・レッドディアー）：5位
- 第5回日本ジュニアカーリング選手権（北海道・常呂町）：優勝

1997年
- 第16回北海道カーリング選手権（北海道・常呂町）：優勝
- 第14回日本カーリング選手権（長野県・軽井沢町）：2位
- 第10回世界女子ジュニアカーリング選手権（日本・軽井沢町）：5位

1998年
- 第17回北海道カーリング選手権（北海道・常呂町）：2位
- 第15回日本カーリング選手権（北海道常呂町）：2位
- 第11回世界女子ジュニアカーリング選手権（カナダ・サンダーベイ）：準優勝
- 第8回パシフィックカーリング選手権パシフィック選手権（カナダ・クオーリーカムビーチ）：優勝

1999年
- 第16回日本カーリング選手権（北海道・常呂町）：優勝
- 第7回日本ジュニアカーリング選手権（長野県・軽井沢町）：優勝
- 第12回世界女子ジュニアカーリング選手権（スウェーデン・エステルスンド）：準優勝
- 第21回世界女子カーリング選手権（カナダ・セント・ジョン）：9位
- 第9回パシフィックカーリング選手権（日本・常呂町）：優勝

2000年
- 第19回北海道カーリング選手権（北海道・常呂町）：優勝

2001年
- 第20回北海道カーリング選手権（北海道・常呂町）：優勝
- 第18回日本カーリング選手権（北海道・常呂町）：優勝
- 第23回世界女子カーリング選手権（スイス・ローザンヌ）：7位
- 第11回パシフィックカーリング選手権（韓国・全州）：2位

2002年
- ソルトレイクシティオリンピックカーリング競技（米国・ユタ州）：8位
- 第19回日本カーリング選手権（北海道・常呂町）：3位

RingoStars
2003年
- 第20回日本カーリング選手権（長野県・軽井沢町）：3位

フォルティウス〜チーム目黒〜青森県協会〜チーム青森
2004年
- 第21回日本カーリング選手権（北海道・妹背牛町）：優勝
- 第14回パシフィックカーリング選手権（韓国・全州）：優勝

2005年
- 軽井沢国際カーリング選手権：優勝
- 第22回日本カーリング選手権（長野県・軽井沢町）：2位
- 第27回世界女子カーリング選手権（スコットランド・ペイズリー）：9位

2006年
- トリノ冬季オリンピックカーリング競技（イタリア・トリノ）：7位
- 第23回日本カーリング選手権（青森県・青森市）：優勝

北海道銀行フォルティウス
2012年
- 第29回日本カーリング選手権（青森県・青森市）：4位

2013年
- 第30回日本カーリング選手権（北海道・札幌市）：2位
- ソチオリンピック世界最終予選日本代表決定戦（北海道・札幌市）：優勝、ソチ五輪最終予選の日本代表に決定
- パシフィックアジアカーリング選手権（中国：上海市）：3位
- ソチ五輪最終予選（ドイツ・フュッセン）：2位　プレーオフで中国に敗れるも、ノルウェーを下し3回目のオリンピック出場決定

2015年
- 第32回日本カーリング選手権大会 - 優勝[21]

2021年
- 第38回日本カーリング選手権大会 - 優勝[22]
- 2021年世界女子カーリング選手権大会 - 11位[23]

2022年
- 第39回日本カーリング選手権大会 - 4位

2024年
- 第41回日本カーリング選手権大会 - 5位

## チーム

### 4人制女子
| シーズン | スキップ   | サード     | セカンド   | リード       | リザーブ     | 主な大会                |
| -------- | ---------- | ---------- | ---------- | ------------ | ------------ | ----------------------- |
| 1996-97  | 林弓枝     | 小野寺歩   | 堀美香     | 小林愛       |              | [ 24 ]                  |
| 1997-98  | 林弓枝     | 小野寺歩   | 堀美香     | 小林愛       | 小林奈穂美   | [ 25 ]                  |
| 1998-99  | 加藤章子   | 丹羽明美   | 小野寺歩   | 堀美香       | 林弓枝       | WWCC 1999               |
| 1999-00  | 加藤章子   | 林弓枝     | 小野寺歩   | 堀美香       |              | [ 27 ]                  |
| 2000-01  | 加藤章子   | 林弓枝     | 小野寺歩   | 小仲美香     | 岡崎ゆかり   | WWCC 2001               |
| 2001-02  | 加藤章子   | 林弓枝     | 小仲美香   | 小野寺歩     | 石崎琴美     | OG 2002                 |
| 2002-03  | 小野寺歩   | 林弓枝     | 澤田真人香 | 澤田優嗣子   |              | [ 30 ]                  |
| 2003-04  | 目黒萌絵   | 林弓枝     | 小野寺歩   | 寺田桜子     |              | [ 31 ]                  |
| 2004-05  | 林弓枝     | 小野寺歩   | 本橋麻里   | 寺田桜子     | 小林愛       | PCC 2004, WWCC 2005     |
| 2005-06  | 小野寺歩   | 林弓枝     | 本橋麻里   | 目黒萌絵     | 寺田桜子     | OG 2006                 |
| 2011–12  | 小笠原歩   | 船山弓枝   | 小野寺佳歩 | 苫米地美智子 | 吉田知那美   | [ 35 ]                  |
| 2012–13  | 小笠原歩   | 船山弓枝   | 小野寺佳歩 | 吉田知那美   | 苫米地美智子 | [ 36 ]                  |
| 2013–14  | 小笠原歩   | 船山弓枝   | 小野寺佳歩 | 苫米地美智子 | 吉田知那美   | PACC 2013, OQE, OG 2014 |
| 2014–15  | 小笠原歩   | 吉村紗也香 | 小野寺佳歩 | 船山弓枝     | 近江谷杏菜   | PACC 2014               |
| 2015–16  | 小笠原歩   | 吉村紗也香 | 小野寺佳歩 | 近江谷杏菜   | 船山弓枝     | [ 38 ]                  |
| 2016–17  | 小笠原歩   | 船山弓枝   | 吉村紗也香 | 小野寺佳歩   | 近江谷杏菜   | [ 39 ]                  |
| 2017–18  | 小笠原歩   | 小野寺佳歩 | 船山弓枝   | 近江谷杏菜   | 吉村紗也香   | [ 40 ]                  |
| 2018–19  | 吉村紗也香 | 小野寺佳歩 | 近江谷杏菜 | 船山弓枝     |              | [ 41 ]                  |
| 2019–20  | 吉村紗也香 | 小野寺佳歩 | 近江谷杏菜 | 船山弓枝     |              |                         |
| 2020–21  | 吉村紗也香 | 小野寺佳歩 | 近江谷杏菜 | 船山弓枝     | 伊藤彩未     | JCC 2021                |
| 2021–22  | 吉村紗也香 | 小野寺佳歩 | 近江谷杏菜 | 船山弓枝     | 小林未奈     | JCC 2022                |
| 2022–23  | 吉村紗也香 | 小野寺佳歩 | 近江谷杏菜 | 小林未奈     | 船山弓枝     | HBCC 2022               |
| 2023–24  | 小谷優奈   | 小野寺佳歩 | 近江谷杏菜 | 小林未奈     | 船山弓枝     | JCC 2024                |

## 出版物

### 雑誌
- Sports Graphic Number 653号(2006年) 青春ストーン

## その他
- 「シムソンズ」、「チーム青森」でともにプレーした小笠原歩は中学校時代の同級生。また、同じ高校の卒業生である本橋麻里は後輩にあたる。
- 「シムソンズ」の来歴に題材を得て製作された日本映画「シムソンズ」の劇中で、星井七瀬演じる林田史江のモデルとなっている。
- 母親もカーリング選手で、第6回世界カーリング選手権チャレンジマッチ（1990年/オスロ）に日本代表チームの一員として出場し、第7回日本カーリング選手権（1990年/札幌市）では優勝を果たしている。
- 小笠原歩と共に北見市のイメージアップと観光PRのための「きたみ観光大使」17名の一員を務めた。